# Parlamentarni izbori u Kraljevini Jugoslaviji 1935.
Parlamentarni izbori u Kraljevini Jugoslaviji 1935. su bili drugi izbori za Narodnu skupštinu u Kraljevini Jugoslaviji. Održani su 5. svibnja 1935.
Za razliku od prethodnih izbora, na ovim izborima su potvrđene četiri zemaljske kandidacijske liste: Jevtićeva (vladina Jugoslavenska narodna stranka), Mačekova (Ujedinjena opozicija), Ljotićeva (ZBOR) i Maksimovićeva (posebna lista staroradikala). 
| Stranke i koalicije            | Stranke i koalicije            | Glasova   | Postotak | Zastupničkih mjesta | Nositelj liste     |
| ------------------------------ | ------------------------------ | --------- | -------- | ------------------- | ------------------ |
| Jugoslavenska narodna stranka  | Jugoslavenska narodna stranka  | 1,748.024 | 60,61%   | 303                 | Bogoljub Jevtić    |
| Ujedinjena opozicija           | Ujedinjena opozicija           | 1,075.389 | 37,29%   | 67                  | Vladko Maček       |
| Lista staroradikala            | Lista staroradikala            | 32.797    | 1,14%    | 0                   | Božidar Maksimović |
| ZBOR - Lista Dimitrija Ljotića | ZBOR - Lista Dimitrija Ljotića | 27.705    | 0,96%    | 0                   | Dimitrije Ljotić   |
| Ukupno                         | Ukupno                         | 2,883.915 | 100,00%  | 370                 |                    |

## Zastupnici
- Luka Abramović   (Udružena oporba, Glamoč, Vrbaska banovina)
- Jordan Aćimović   (JNS, Strumica, Vardarska banovina)
- Velimir Aćimović   (Grocka, Dunavska banovina)
- Kosta Aleksić   (Valjevo, Drinska banovina)
- Borivoje Antić   (JNS, Salaš, Moravska banovina)
- Dušan Antonijević   (JNS, Kruševo, Vardarska banovina)
- Živojin Aranđelović   (Veliko Orašje, Dunavska banovina)
- Jovan Aranđelović   (JNS, Bela Palanka, Moravska banovina)
- Miljkan Arežina   (JNS, Bosansko Grahovo, Vrbaska banovina)
- Damjan Arnautović   (JNS, Berovo, Vardarska banovina)
- Ljudevit Auer   (JNS, Sisak, Savska banovina)
- Antun Babić   (Udružena oporba, Županja, Savska banovina)
- Milan Badžak   (Mladenovac, Dunavska banovina)
- Milan Banić   (JNS, Sušak, Savska banovina)
- Ivan Banković   (Udružena oporba, Karlovac, Savska banovina)
- Janko Baričević   (JNS, Prelog, Savska banovina)
- Vinko Belinić   (JNS, Donja Stubica, Savska banovina)
- Josip Benko   (JNS, Murska Sobota, Drava Banovina)
- Josip Berković  (Metković and Hvar, Primorska banovina)
- Šerif Bećirović   (JNS, Vučitrn, Moravska banovina)
- Dimitrije Beširović   (JNS, Đevđelija, Vardarska banovina)
- Mijo Birtić   (Udružena oporba, Đakovo, Savska banovina)
- Milan Blažić   (JNS, Ohrid, Vardarska banovina)
- Petar Bogavac   (JNS, Kraljevo, Moravska banovina)
- Strahinja Borisavljević  (JNS, Sjenica, Zetska banovina)
- Franjo Borić   (Udružena oporba, Crikvenica, Savska banovina)
- Dušan Bošković   (Kovačica and Pančevo, Dunavska banovina)
- Mihajlo Bošković   (JNS, Danilovgrad, Zetska banovina)
- Jakša Božić   (Rača, Dunavska banovina)
- Milan Božić   (Višegrad, Drinska banovina)
- Ljubomir Božinović   (JNS, Knjaževac, Moravska banovina)
- Đorđe Branković   (JNS, Otočac, Savska banovina)
- Mihael Brenčič   (JNS, Ptuj, Drava Banovina)
- Jovan Brujić   (JNS, Doboj, Vrbaska banovina)
- Stevan Bubić   (JNS, Bjelovar, Savska banovina)
- Šimun Bugarin   (Udružena oporba, Dugo Selo, Savska banovina)
- Simo Budimir   (JNS, Mrkonjić Grad, Vrbaska banovina)
- Aleksandar Butorka   (Alibunar, Dunavska banovina)
- Ante Cividini   (Udružena oporba, Čabar, Savska banovina)
- Lazar Crljić   (JNS, Derventa, Vrbaska banovina)
- Josip Cvetić   (JNS, Gospić, Savska banovina)
- Dragiša Cvetković   (JNS, Niš, Moravska banovina)
- Nikola Cvetojević   (Udružena oporba, Bosanski Novi, Vrbaska banovina)
- Sigismund Čajkovac   (Udružena oporba, Vinkovci, Savska banovina)
- Ragib Čapljić   (Rogatica, Drinska banovina)
- Đuro Čejović   (JNS, Bar, Zetska banovina)
- Krsto Čolaković  (JNS, Srbica, Zetska banovina)
- Branko Čubrilović   (Udružena oporba, Bosanska Dubica, Vrbaska banovina)
- Vojko Čvrkić
- Stevan Ćirić
- Husein Ćumović  (Zvornik, Drinska banovina)
- Aleksandar Dačić
- Dragan Damić   (JNS, Slavonski Brod, Savska banovina)
- Živko Danilović   (JNS, Prijedor, Vrbaska banovina)
- Brana Davinić
- Radoslav Dimić   (JNS, Debar, Vardarska banovina)
- Kosta Dimitrijević   (JNS, Varvarin, Moravska banovina)
- Ljutica Dimitrijević   (JNS, Kladovo, Moravska banovina)
- Mita Dimitrijević   (JNS, Kočani, Vardarska banovina)
- Stojadin Dimitrijević   (JNS, Tetovo, Vardarska banovina)
- Živojin Dimitrijević
- Tanasije Dinić   (JNS, Sveti Nikola, Vardarska banovina)
- Karel Doberšek   (JNS, Prevalje, Drava Banovina)
- Rudolf Dobovišek   (Udružena oporba, Šmarje pri Jelšah, Drava Banovina)
- Branko Dobrosavljević   (JNS, Slunj, Savska banovina)
- Milan Dobrović   (JNS, Daruvar, Savska banovina)
- Mato Domović   (Udružena oporba, Pregrada, Savska banovina)
- Mirko Došen   (JNS, Korenica, Savska banovina)
- Vojislav Došen
- Mustafa Durgutović   (JNS, Orahovac, Zetska banovina)
- Vojislav Đorđević
- Borivoje Đurić
- Simo Ðurić   (JNS, Nova Gradiška, Savska banovina)
- Danilo Đurović   (JNS, Južni Brod, Vardarska banovina)
- Milailo Đurović   (JNS, Surdulica, Vardarska banovina)
- Bogdan Ercegovac   (JNS, Glina, Savska banovina)
- Viktor Fizir   (JNS, Ludbreg, Savska banovina)
- Riko Fuks   (JNS, Ljubljana, Drava Banovina)
- Vojislav Gaćinović   (JNS, Bileća, Zetska banovina)
- Pavle Gajić
- Radomir Gajić   (JNS, Donji Milanovac, Moravska banovina)
- Karl Gajšek   (JNS, Slovenske Konjice, Drava Banovina)
- Petar Galogaža   (JNS, Vrginmost, Savska banovina)
- Nikola Gavrilović   (JNS, Osijek, Savska banovina)
- Oto Gavrilović
- Joca Georgijević
- Andrija Gibanjek   (Udružena oporba, Čazma, Savska banovina)
- Milan Glavinić   (JNS, Priština, Vardarska banovina)
- Milenko Glišić
- Milan Golubović   (JNS, Svrljig, Moravska banovina)
- Vinko Gornjak   (JNS, Maribor, Drava Banovina)
- Milovan Grba   (JNS, Vojnić, Savska banovina)
- Risto Grćić   (JNS, Gacko, Zetska banovina)
- Jakob Grgurić
- Spira Hadži-Ristić
- Sulejman Hafizadić   (Travnik, Drinska banovina)
- Franjo Harapin   (Udružena oporba, Klanjec, Savska banovina)
- Avdo Hasanbegović   (Tuzla, Drinska banovina)
- Grga Hećimović   (Udružena oporba, Novi Vinodolski, Savska banovina)
- Stjepan Hefer   (HSS/Udružena oporba, Valpovo, Savska banovina)[1]
- Stanko Hočevar   (JNS, Ljubljana, Drava Banovina)
- Franjo Horvat   (JNS, Zagreb, Savska banovina)
- Nikola Hundrić   (Udružena oporba, Sveti Ivan Zelina, Savska banovina)
- Abdulah Ibrahimpašić   (Udružena oporba, Bihać, Vrbaska banovina)
- Veljko Ilić   (JNS, Koprivnica, Savska banovina)
- Milivoje Isaković
- Dušan Ivančević   (JNS, Gračac, Savska banovina)
- Petar Ivanišević   (JNS, Trebinje, Zetska banovina)
- Dragoljub Ivanović
- Bogdan Iveković   (JNS, Novi Marof, Savska banovina)
- Ivan Jančič   (JNS, Maribor, Drava Banovina)
- Vojislav Janjić
- Desimir Janković   (JNS, Kučevo, Moravska banovina)
- Dragutin Janković   (JNS, Skoplje, Vardarska banovina)
- Stevan Janković
- Ivan Janžekovič   (JNS, Maribor, Drava Banovina)
- Cvetko Jeličić   (JNS, Brus, Moravska banovina)
- Dragoljub Jevremović   (JNS, Petrovac na Mlavi, Moravska banovina)
- Bogoljub Jevtić
- Đorđe Jevtić
- Životije Jevtić   (JNS, Jagodina, Moravska banovina)
- Velimir Jojić   (JNS, Peć, Zetska banovina)
- Ugrin Joksimović   (JNS, Gostivar, Vardarska banovina)
- Zarija Joksimović   (JNS, Berane, Zetska banovina)
- Dragoljub Jovanović   (Udružena oporba, Pirot, Moravska banovina)
- Đorđe Jovanović
- Jovan Jovanović   (JNS, Prnjavor, Vrbaska banovina)
- Ljubomir Jovanović   (JNS, Aleksinac, Moravska banovina)
- Nikola Jovanović   (JNS, Kolašin, Zetska banovina)
- Vasilije Jovanović   (JNS, Bosanski Petrovac, Vrbaska banovina)
- Radoje Jovičić
- Ivan Juriša   (JNS, Zagreb, Savska banovina)
- Nikola Kabalin   (JNS, Zagreb, Savska banovina)
- Stevan Kaćanski
- Alija Kadić
- Mijo Kajić
- Mihailo Kalamatijević   (JNS, Štip, Vardarska banovina)
- Branko Kalember   (JNS, Udbina, Savska banovina)
- Branko Kalućerčić
- Ismet-beg Gavran Kapetanović   (Čajniče, Drinska banovina)
- Joco Kašanin
- Mihael Kašper
- Vladimir Kazimirović   (JNS, Jabukovac, Moravska banovina)
- Anton Kersnik   (JNS, Kamnik, Drava Banovina)
- Franc Klar   (JNS, Donja Lendava, Drava Banovina)
- Bogoljub Knežević   (JNS, Kruševac, Moravska banovina)
- Jure Koce   (JNS, Črnomelj, Drava Banovina)
- Dragutin Kojić   (JNS, Skoplje, Vardarska banovina)
- Albin Koman   (JNS, Ljubljana, Drava Banovina)
- Mirko Komnenović   (JNS, Kotor, Zetska banovina)
- Mirko Kosić
- Petar Kosović   (JNS, Bitolj, Vardarska banovina)
- Luka Kostrenčić   (JNS, Krk, Savska banovina)
- Ante Kovač   (JNS, Jastrebarsko, Savska banovina)
- Milan Kovačević
- Marko Kožul
- Stevan Kraft
- Dragan Kraljević   (JNS, Slavonska Požega, Savska banovina)
- Mihailo Krstić   (JNS, Ražanj, Moravska banovina)
- Simo Krstić   (JNS, Teslić, Vrbaska banovina)
- Stojan Krstić   (JNS, Struga, Vardarska banovina)
- Džafer Kulenović   (Žepče, Drinska banovina)
- Šime Kulišić   (JNS, Vrbovsko, Savska banovina)
- Kosta Kumanudi
- Joakim Kunjašić
- Milan Kurilić
- Velimir Kursulić   (JNS, Raška, Zetska banovina)
- Šukrija Kurtović   (JNS, Foča, Zetska banovina)
- Vojko Kurtović   (JNS, Prijepolje, Zetska banovina)
- Živan Kuveždić
- Sreten Kuzeljević   (JNS, Nova Varoš, Zetska banovina)
- Aleksandar Lazarević
- Milan Lazarević   (JNS, Kraljevo Selo, Moravska banovina)
- Milovan Lazarević
- Nikon Lazarević   (JNS, Rekovac, Moravska banovina)
- Todor Lazarević   (JNS, Banja Luka, Vrbaska banovina)
- Vojislav Lazić
- Stanko Lenarčič   (JNS, Logatec, Drava Banovina)
- Mihailo Lješević   (JNS, Prokuplje, Moravska banovina)
- Niko Ljubičić, Ujedinjena opozicija[2]
- Ivan Lovrenčič   (JNS, Kočevje, Drava Banovina)
- Avguštin Lukačič   (JNS, Ljutomer, Drava Banovina)
- Mihailo Lukarević   (JNS, Vranje, Vardarska banovina)
- Vladko Maček
- Artur Mahnik   (JNS, Zagreb, Savska banovina)
- Ivan Majcan   (Udružena oporba, Donji Miholjac, Savska banovina)
- Dako Makar   (JNS, Metlika, Drava Banovina)
- Franjo Malčić   (Udružena oporba, Zagreb, Savska banovina)
- Dane Malić   (Udružena oporba, Krapina, Savska banovina)
- Miloje Marcikić
- Simo Marjanac   (JNS, Jajce, Vrbaska banovina)
- Franjo Markić
- Đorđe Marković   (JNS, Hrvatska Kostajnica, Savska banovina)
- Milenko Marković   (JNS, Pakrac, Savska banovina)
- Ante Mastrović
- Pavao Matica   (JNS, Ivanec, Savska banovina)
- Stipe Matijević
- Martin Mesarov   (Udružena oporba, Virovitica, Savska banovina)
- Ilija Mihailović
- Todor Mihailović   (JNS, Kosovska Mitrovica, Zetska banovina)
- Milan Mijić   (JNS, Ključ, Vrbaska banovina)
- Aleksandar Mijović   (JNS, Boljevac, Moravska banovina)
- Luka Mijušković   (JNS, Istok, Zetska banovina)
- Đuro Mikašinović   (JNS, Ogulin, Savska banovina)
- Mato Mikić   (Udružena oporba, Gradačac, Vrbaska banovina)
- Sava Mikić   (JNS, Bijelo Polje, Zetska banovina)
- Života Milanović   (JNS, Slatina, Savska banovina)
- Vjekoslav Miletić   (JNS, Rab, Savska banovina)
- Velimir Milijanović
- Branko Miljuš   (JNS, Sanski Most, Vrbaska banovina)
- Dušan R. Milošević   (JNS, Banja Luka, Vrbaska banovina)
- Dušan S. Milošević   (JNS, Vlasotince, Vardarska banovina)
- Radivoje Milošević   (JNS, Podujevo, Moravska banovina)
- Dragomir Milovanović   (JNS, Sokobanja, Moravska banovina)
- Milinko Milutinović
- Dimitrije Mirković   (JNS, Golubac, Moravska banovina)
- Roko Mišetić   (Udružena oporba, Dubrovnik, Zetska banovina)
- Mile Miškulin   (JNS, Perušić, Savska banovina)
- Petar Mladineo
- Ivan Mohorič   (JNS, Radovljica, Drava Banovina)
- Karlo Mrak   (Udružena oporba, Pisarovina, Savska banovina)
- Milan Mravlje   (JNS, Litija, Drava Banovina)
- Mustafa Mulalić   (JNS, Gračanica,  Vrbaska banovina)
- Osman Muradbašić   (Udružena oporba, Maglaj, Vrbaska banovina)
- Radivoje Nanović   (JNS, Valandovo, Vardarska banovina)
- Vojislav Nenadić   (JNS, Pljevlja, Zetska banovina)
- Jovan Nenadović   (JNS, Carevo Selo, Vardarska banovina)
- Uroš Nedeljković
- Spaso Nićiforović   (JNS, Tutin, Zetska banovina)
- Časlav Nikitović   (JNS, Radovište, Vardarska banovina)
- Branko Nikolić
- Milovan Nikolić
- Radivoje Nikolić
- Slavko Nikolić
- Živko Nikolić
- Anton Novačan   (JNS, Slovenj Gradec, Drava Banovina)
- Franjo Novaković   (Udružena oporba, Đurđevac, Savska banovina)
- Niko Novaković
- Stjepan Novaković   (JNS, Varaždin, Savska banovina)
- Josip Palajić   (Udružena oporba, Novska, Savska banovina)
- Ljubomir Pantić
- Andrija Papa   (Udružena oporba, Križevci, Savska banovina)
- Hadži-Ljuba Partnogić   (JNS, Prizren, Vardarska banovina)
- Manfred Paštrović
- Branko Paunović
- Ante Pavlović   (Udružena oporba, Brinje, Savska banovina)
- Gojko Pejin
- Čedomir Pejkić   (JNS, Despotovac, Moravska banovina)
- Malić Pelivanović   (JNS, Dragaš, Vardarska banovina)
- Milivoje Perić
- Dušan Perović   (JNS, Negotin na Vardaru, Vardarska banovina)
- Miljan Perović   (JNS, Lebane, Vardarska banovina)
- Đorđe Petković   (Udružena oporba, Svilajnac, Moravska banovina)
- Milan Petković
- Rastko Petković
- Bogdan Petrović   (JNS, Kuršumlija, Moravska banovina)
- Rudolf Pevec   (Udružena oporba, Gornji Grad, Drava Banovina)
- Milovan Pinterović   (JNS, Osijek, Savska banovina)
- Rudolf Pleskovič   (JNS, Laško, Drava Banovina)
- Aćim Popović   (JNS, Preševo, Vardarska banovina)
- Dobrivoje Popović   (JNS, Aleksandrovac, Moravska banovina)
- Dušan Popović
- Kosta Popović
- Mihailo Popović   (JNS, Resan, Vardarska banovina)
- Novica Popović   (JNS, Andrijevica, Zetska banovina)
- Svetislav Popović
- Velimir Popović   (JNS, Paraćin, Moravska banovina)
- Živko Popović   (JNS, Gnjilane, Vardarska banovina)
- Živojin Popović   (JNS, Ćuprija, Moravska banovina)
- Matija Povrenović
- Nurija Pozderac   (Udružena oporba, Cazin, Vrbaska banovina)
- Krsto Predovan
- Nikola Preka
- Ivan Prekoršek   (JNS, Celje, Drava Banovina)
- Muhamed Prejlubović   (Kladanj, Drinska banovina)
- Milan Pribićević   (Udružena oporba, Dvor, Vrbaska banovina)
- Jeremija Protić
- Miloje Radaković
- Danilo Radoičić   (JNS, Šavnik, Zetska banovina)
- Milivoje Rafailović
- Živojin Rafailović   (JNS, Bosiljgrad, Vardarska banovina)
- Ramadan Ramadanović   (JNS, Suva Reka, Vardarska banovina)
- Miloš Rašković   (JNS, Trstenik, Moravska banovina)
- Miloš Rašović   (Udružena oporba, Podgorica, Zetska banovina)
- Branko Ratković   (JNS, Ljubinje, Zetska banovina)
- Josip Režek   (JNS, Novo Mesto, Drava Banovina)
- Muhamed Rićanović
- Ivan Robić   (Udružena oporba, Velika Gorica, Savska banovina)
- Josip Rogić   (JNS, Senj, Savska banovina)
- Marko Ružičić
- Gavro Santo
- Ibrahim Sarić   (Sarajevo, Drinska banovina)
- Obren Savić   (JNS, Uroševac, Vardarska banovina)
- Milan Sekulić
- Stevan Simić   (JNS, Kratovo, Vardarska banovina)
- Čedomir Sladojević   (JNS, Nikšić, Zetska banovina)
- Bariša Smoljan
- Miloje Sokić   (JNS, Đakovica, Zetska banovina)
- Momčilo Sokić
- Nikola Sokolović   (JNS, Grubišno Polje, Savska banovina)
- Vukašin Spasović
- Uroš Stajić   (JNS, Caribrod, Moravska banovina)
- Aleksandar Stanković   (JNS, Babušnica, Moravska banovina)
- Svetolik Stanković
- Svetozar Stanković
- Ignjat Stefanović   (JNS, Kavadarci, Vardarska banovina)
- Milivoj Stepanov   (JNS, Garešnica, Savska banovina)
- Risto Stevović   (Udružena oporba, Priboj, Zetska banovina)
- Milan Stijić   (JNS, Našice, Savska banovina)
- Radmilo Stoiljković   (Udružena oporba, Kumanovo, Vardarska banovina)
- Dragiša Stojadinović   (JNS, Negotin, Moravska banovina)
- Dragomir Stojadinović
- Mihailo Stojadinović
- Petar Stojisavljević
- Stamenko Stošić   (JNS, Kriva Palanka, Vardarska banovina)
- Dobrivoje Stošović   (JNS, Prokuplje, Moravska banovina)
- Zajnel-beg Ibraim Stracimir  (JNS, Kačanik, Vardarska banovina)
- Mijo Stuparić   (Udružena oporba, Kutina, Savska banovina)
- Dušan Subotić   (JNS, Bosanska Gradiška, Vrbaska banovina)
- Ivan Šakić
- Fran Šemrov   (JNS, Kranj, Drava Banovina)
- Nikola Šijak
- Anton Širola-Brnas   (JNS, Kastav, Savska banovina)
- Luka Šoški   (JNS, Bjelovar, Savska banovina)
- Stojan Špadijer   (Udružena oporba, Cetinje, Zetska banovina)
- Ivan Šubašić   (Udružena oporba, Delnice, Savska banovina)
- Živko Šušić   (JNS, Novi Pazar, Zetska banovina)
- Jure Šutej
- Svetozar Tasić   (JNS, Bitolj, Vardarska banovina)
- Maksim Tešić   (JNS, Kotor Varoš, Vrbaska banovina)
- Vladimir Tišma   (JNS, Donji Lapac, Savska banovina)
- Branislav Todorović   (JNS, Rostuša, Vardarska banovina)
- Todor Todorović   (JNS, Zaječar, Moravska banovina)
- Žarko Tomašević   (JNS, Vukovar, Savska banovina)
- Ljudevit Tomašić   (Udružena oporba, Samobor, Savska banovina)
- Branko Tomić
- Jevrem Tomić
- Todor Tonić   (JNS, Leskovac, Vardarska banovina)
- Josip Torbar   (Udružena oporba, Zlatar, Savska banovina)
- Vasilije Trbić   (JNS, Prilep, Vardarska banovina)
- Stavra Trpković   (JNS, Kičevo, Vardarska banovina)
- Ante Trumbić
- Rajko Turk   (JNS, Ljubljana, Drava Banovina)
- Mirko Urošević   (JNS, Žagubica, Moravska banovina)
- Tihomir Vasić  (Ljubovija, Drinska banovina)
- Andrej Veble   (JNS, Brežice, Drava Banovina)
- Miladin Veličković   (JNS, Vladičin Han, Vardarska banovina)
- Milorad Veselinović   (Batina, Dunavska banovina)
- Anton Videc   (JNS, Čakovec, Savska banovina)
- Petar Vlatković   (JNS, Petrinja, Savska banovina)
- Velimir Vrbić   (Užice, Drinska banovina)
- Radisav Vučetić   (Ub, Drinska banovina)
- Vuk Vujasinović   (Benkovac, Primorska banovina)
- Dimitrije Vujić   (Petrovgrad, Dunavska banovina)
- Srpko Vukanović   (Senta, Dunavska banovina)
- Milan Vukićević   (Vračar, Dunavska banovina)
- Josip-Đido Vuković   (Subotica, Dunavska banovina)
- Jovo Zagorac
- Čedomir Zaharić
- Jovan Zdravković
- Sekula Zečević   (JNS, Nevesinje, Zetska banovina)
- Boško Zeljković   (JNS, Bosanska Krupa, Vrbaska banovina)
- Nikola Zuber   (JNS, Cetinje, Zetska banovina)
- Fran Zupančič   (JNS, Krško, Drava Banovina)
- Borisav Živadinović   (JNS, Žitkovac, Moravska banovina)
- Radosav Živković
- Todor Živković   (JNS, Veles, Vardarska banovina)
- Karlo Žunjević   (Udružena oporba, Preko, Primorska banovina)

## Vanjske poveznice
- 5.5.1935 The Elections to the Parliament of the Kingdom of the Serbs, Croats & Slovenes 1920 - 1938  Arhivirana inačica izvorne stranice od 4. ožujka 2016. (Wayback Machine)